# Léguevin
Léguevin (occitan : Legavin, prononcé /'lɛ.gɔ.bi/ Lègobi) est une commune française située dans le nord du département de la Haute-Garonne en région Occitanie.
Sur le plan historique et culturel, la commune est dans le Pays toulousain, qui s’étend autour de Toulouse le long de la vallée de la Garonne, bordé à l’ouest par les coteaux du Savès, à l’est par ceux du Lauragais et au sud par ceux de la vallée de l’ Ariège et du Volvestre. Exposée à un climat océanique altéré, elle est drainée par l'Aussonnelle, le Courbet, le ruisseau de Saint-Blaise, le ruisseau du paradis et par divers autres petits cours d'eau. La commune possède un patrimoine naturel remarquable composé de quatre zones naturelles d'intérêt écologique, faunistique et floristique. Une partie de la forêt de Bouconne est située sur le territoire de la commune.
Léguevin est une commune urbaine qui compte 9 710 habitants en 2022, après avoir connu une forte hausse de la population depuis 1975. Elle appartient à l'unité urbaine de Toulouse et fait partie de l'aire d'attraction de Toulouse.
Les habitants de Léguevin sont les Léguevinoises et les Léguevinois.

## Géographie

### Localisation
La commune de Léguevin se trouve dans le département de la Haute-Garonne, en région Occitanie.
Sur le plan historique et culturel, Léguevin fait partie du pays toulousain, une ceinture de plaines fertiles entrecoupées de bosquets d'arbres, aux molles collines semées de fermes en briques roses, inéluctablement grignotée par l'urbanisme des banlieues.
Elle se situe à 17 km à vol d'oiseau de Toulouse, préfecture du département.
Les communes les plus proches sont : 
Brax (1,7 km), La Salvetat-Saint-Gilles (4,0 km), Pibrac (4,6 km), Fontenilles (6,1 km), Plaisance-du-Touch (6,3 km), Pujaudran (6,8 km), Lasserre-Pradère (6,8 km), Mérenvielle (7,0 km).
Léguevin est limitrophe de huit autres communes dont une dans le département du Gers. 
| Lasserre-Pradère, Mérenvielle | Brax        | Pibrac                   |
| Pujaudran (Gers)              | Léguevin    | Plaisance-du-Touch       |
|                               | Fontenilles | La Salvetat-Saint-Gilles |

### Géologie et relief
La superficie de la commune est de 2 445 hectares ; son altitude varie de 164  à   237 mètres.

### Hydrographie

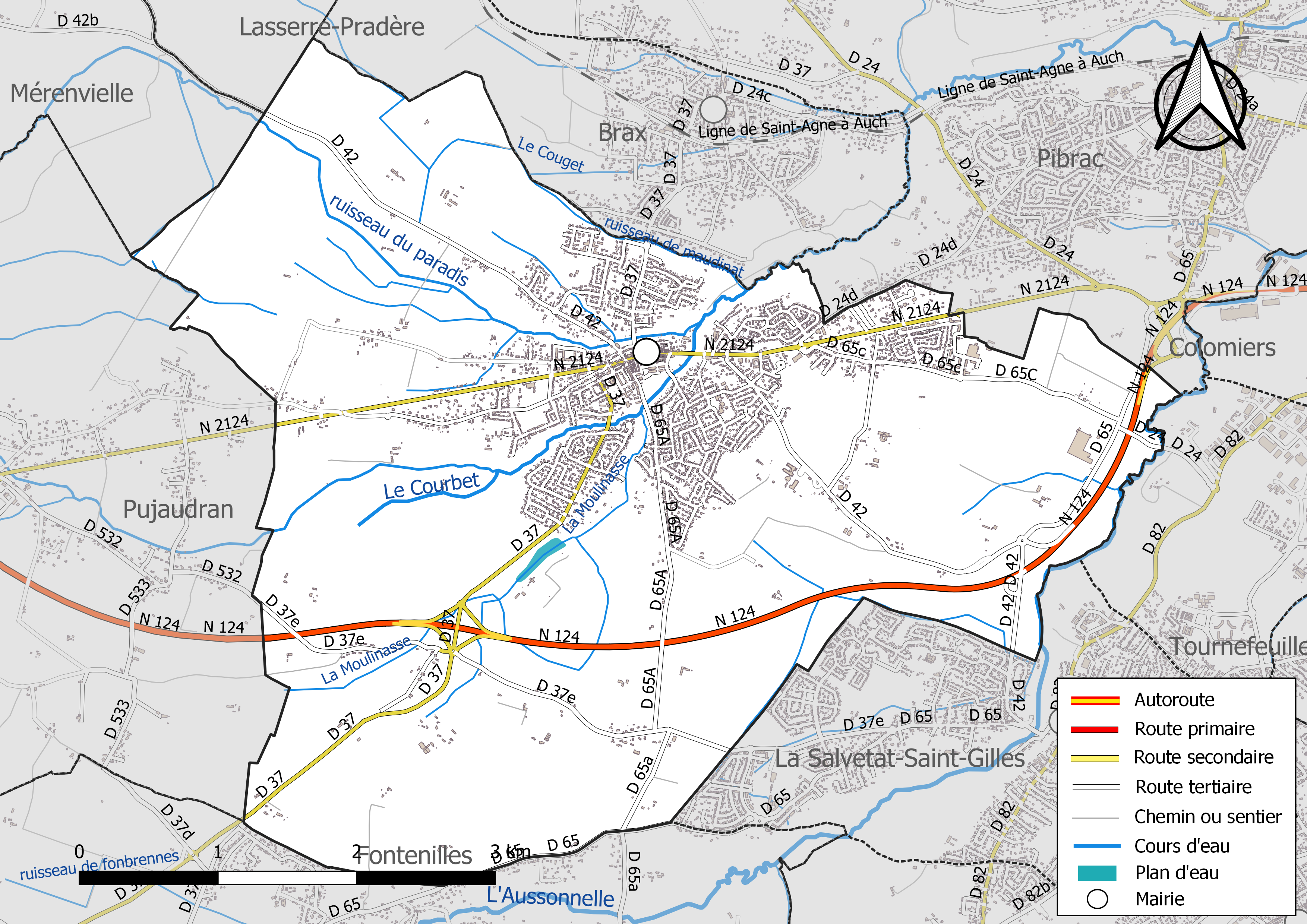
Réseaux hydrographique et routier de Léguevin.

La commune est dans le bassin de la Garonne, au sein du bassin hydrographique Adour-Garonne. Elle est drainée par l'Aussonnelle, le Courbet, le ruisseau de Saint-Blaise, le ruisseau du paradis, la Moulinasse, le Couget, le ruisseau de la Goutille, le ruisseau de maudinat et par divers petits cours d'eau, constituant un réseau hydrographique de 32 km de longueur totale,.
L'Aussonnelle, d'une longueur totale de 42,4 km, prend sa source dans la commune de Saint-Thomas et s'écoule du sud-ouest vers le nord-est. Il traverse la commune et se jette dans la Garonne à Seilh, après avoir traversé 12 communes.
Le Courbet, d'une longueur totale de 10,1 km, prend sa source dans la commune et s'écoule du sud-ouest vers le nord-est. Il traverse la commune et se jette dans L'Aussonnelle à Colomiers, après avoir traversé 4 communes.

### Climat
Pour des articles plus généraux, voir Climat de l'Occitanie et Climat de la Haute-Garonne.
En 2010, le climat de la commune est de type climat du Bassin du Sud-Ouest, selon une étude s'appuyant sur une série de données couvrant la période 1971-2000. En 2020, Météo-France publie une typologie des climats de la France métropolitaine dans laquelle la commune est exposée à un climat océanique altéré et est dans la région climatique Aquitaine, Gascogne, caractérisée par une pluviométrie abondante au printemps, modérée en automne, un faible ensoleillement au printemps, un été chaud (19,5 °C), des vents faibles, des brouillards fréquents en automne et en hiver et des orages fréquents en été (15 à 20 jours).
Pour la période 1971-2000, la température annuelle moyenne est de 13,1 °C, avec une amplitude thermique annuelle de 15,7 °C. Le cumul annuel moyen de précipitations est de 704 mm, avec 8,9 jours de précipitations en janvier et 5,4 jours en juillet. Pour la période 1991-2020, la température moyenne annuelle observée sur la station météorologique la plus proche, située dans la commune de Cugnaux à 11 km à vol d'oiseau, est de 14,3 °C et le cumul annuel moyen de précipitations est de 635,7 mm,. Pour l'avenir, les paramètres climatiques de la commune estimés pour 2050 selon différents scénarios d'émission de gaz à effet de serre sont consultables sur un site dédié publié par Météo-France en novembre 2022.

### Milieux naturels et biodiversité

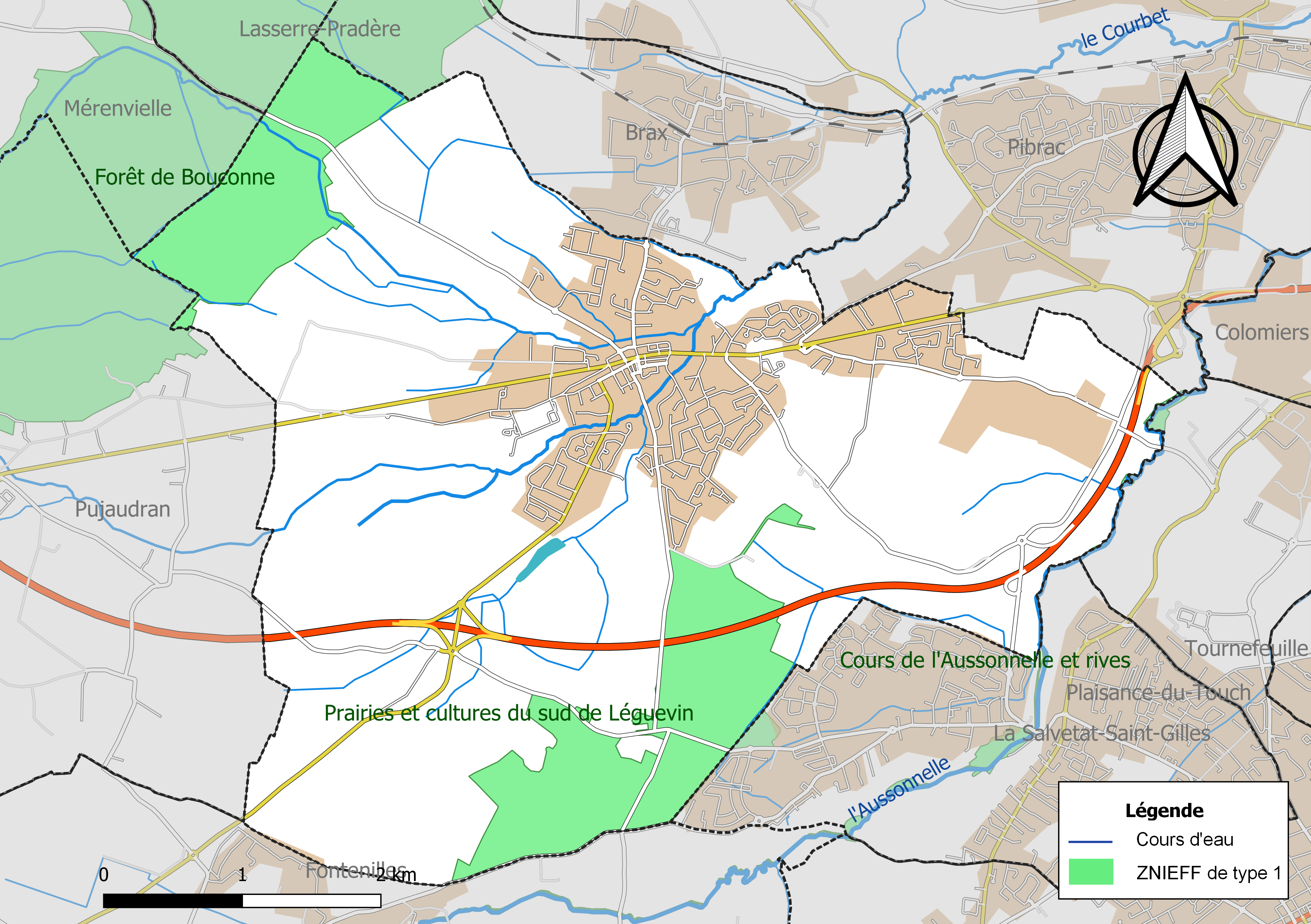
Carte des ZNIEFF de type 1 localisées dans la commune.

L’inventaire des zones naturelles d'intérêt écologique, faunistique et floristique (ZNIEFF) a pour objectif de réaliser une couverture des zones les plus intéressantes sur le plan écologique, essentiellement dans la perspective d’améliorer la connaissance du patrimoine naturel national et de fournir aux différents décideurs un outil d’aide à la prise en compte de l’environnement dans l’aménagement du territoire.
Trois ZNIEFF de type 1 sont recensées dans la commune :
- le « cours de l'Aussonnelle et rives » (76 ha), couvrant 12 communes du département[17] ;
- la « forêt de Bouconne » (2 868 ha), couvrant 10 communes dont neuf dans la Haute-Garonne et une dans le Gers[18],
- les « prairies et cultures du sud de Léguevin » (229 ha), couvrant 2 communes du département[19] ;

et une ZNIEFF de type 2, : 
les « terrasses de Bouconne et du Courbet » (2 088 ha), couvrant 5 communes du département.

## Urbanisme

### Typologie
Au 1er janvier 2024, Léguevin est catégorisée centre urbain intermédiaire, selon la nouvelle grille communale de densité à sept niveaux définie par l'Insee en 2022.
Elle appartient à l'unité urbaine de Toulouse, une agglomération inter-départementale regroupant 81  communes, dont elle est une commune de la banlieue,,. Par ailleurs la commune fait partie de l'aire d'attraction de Toulouse, dont elle est une commune de la couronne,. Cette aire, qui regroupe 527 communes, est catégorisée dans les aires de 700 000 habitants ou plus (hors Paris),.

### Voies de communication et transports

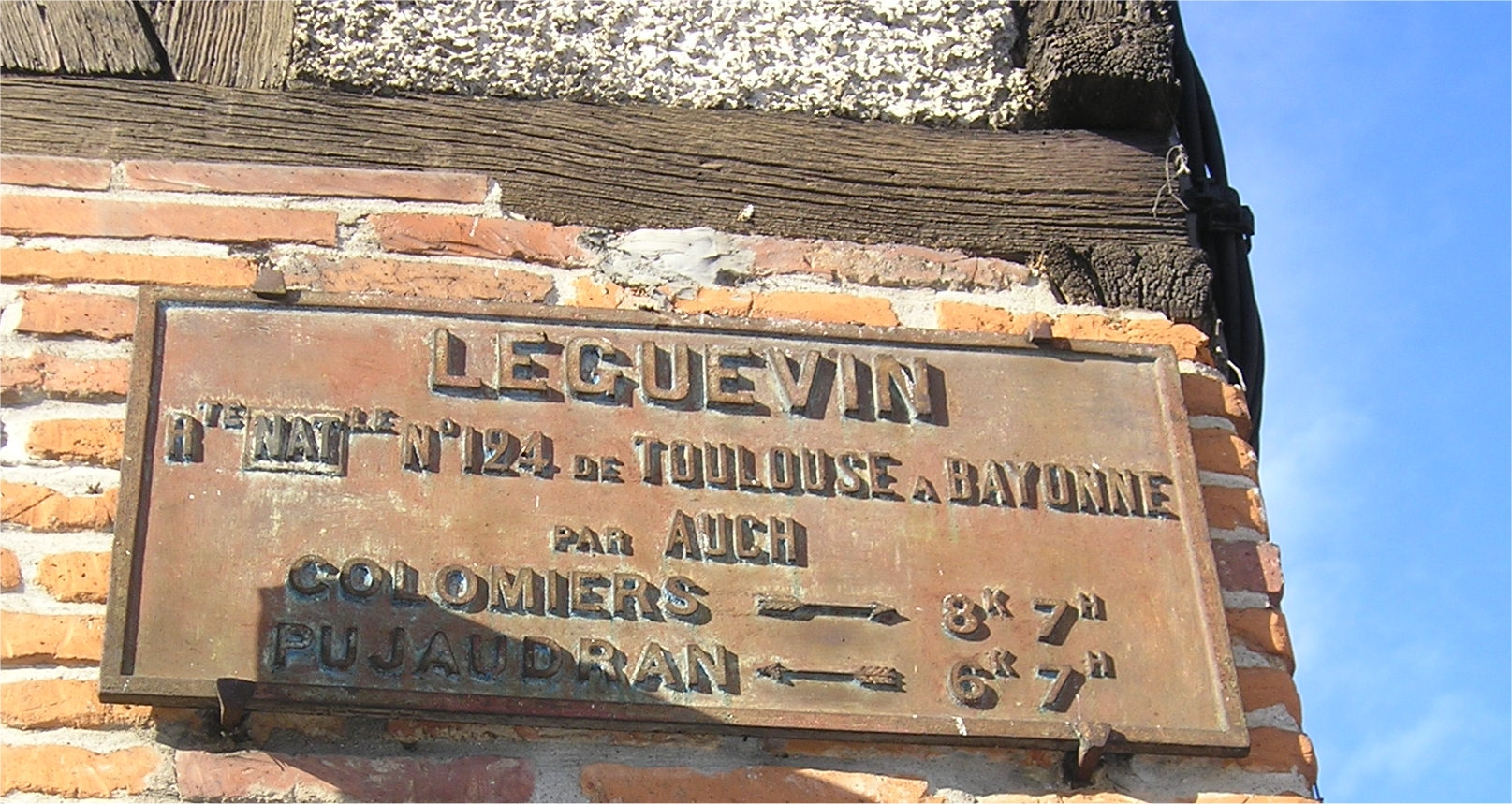
Ancien panneau de Léguevin.

Située sur l'ancien tracé de la  route nationale 124 qui relie Toulouse à Auch à onze kilomètres à l'est de l’Isle-Jourdain. Depuis 7 juillet 2009, la RN 124 ne dessert plus le bourg, la RN 124 dispose d'un nouveau tracé; une 2x2 voies.
Auparavant, Léguevin était un des principaux points noirs routiers de l'agglomération toulousaine avant la réalisation de la déviation achevée en juillet 2009.
Léguevin partage une gare SNCF (Gare de Brax-Léguevin) avec la commune voisine de Brax. Cette desserte ferroviaire place Léguevin à 20 minutes du cœur de Toulouse en train. Depuis 2005, la SNCF a mis en place un service cadencé avec une rame toutes les 1/2 heures aux heures de pointe.
La ligne 305 du réseau Arc-en-Ciel relie le centre de la commune à la station Arènes du métro de Toulouse depuis Rieumes.

### Risques majeurs
Le territoire de la commune de Léguevin est vulnérable à différents aléas naturels : météorologiques (tempête, orage, neige, grand froid, canicule ou sécheresse), inondations, feux de forêts et séisme (sismicité très faible). Un site publié par le BRGM permet d'évaluer simplement et rapidement les risques d'un bien localisé soit par son adresse soit par le numéro de sa parcelle.
Certaines parties du territoire communal sont susceptibles d’être affectées par le risque d’inondation par débordement de cours d'eau, notamment le Courbet. La commune a été reconnue en état de catastrophe naturelle au titre des dommages causés par les inondations et coulées de boue survenues en 1982, 1989, 1993, 1999, 2002, 2009 et 2014,.
Un plan départemental de protection des forêts contre les incendies a été approuvé par arrêté préfectoral du 25 septembre 2006. Léguevin est exposée au risque de feu de forêt du fait de la présence sur son territoire du massif de Bouconne. Il est ainsi défendu aux propriétaires de la commune et à leurs ayants droit de porter ou d’allumer du feu dans l'intérieur et à une distance de 200 mètres des bois, forêts, plantations, reboisements ainsi que des landes. L’écobuage est également interdit, ainsi que les feux de type méchouis et barbecues, à l’exception de ceux prévus dans des installations fixes (non situées sous couvert d'arbres) constituant une dépendance d'habitation,.

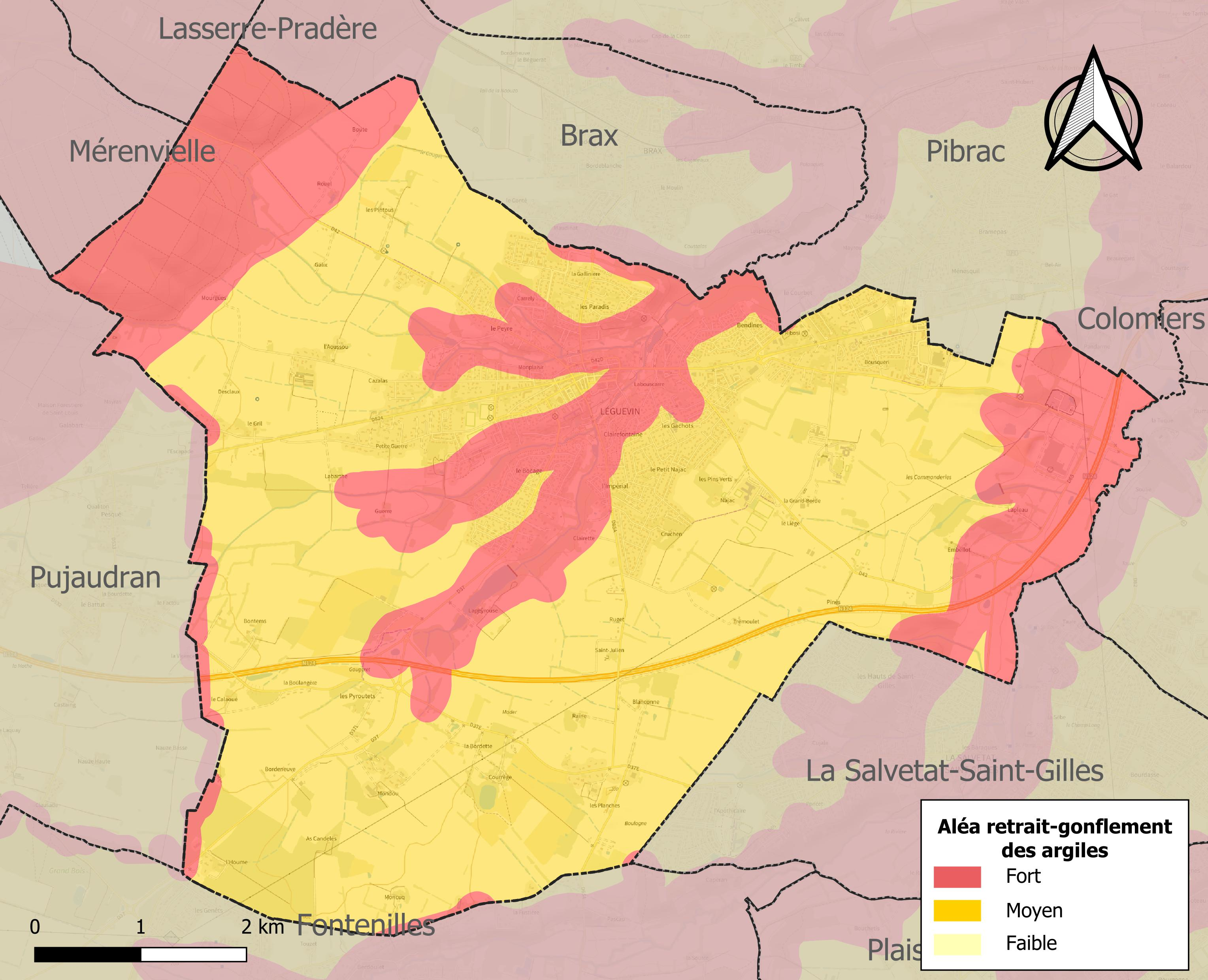
Carte des zones d'aléa retrait-gonflement des sols argileux de Léguevin.

Le retrait-gonflement des sols argileux est susceptible d'engendrer des dommages importants aux bâtiments en cas d’alternance de périodes de sécheresse et de pluie. La totalité de la commune est en aléa moyen ou fort (88,8 % au niveau départemental et 48,5 % au niveau national). Sur les 2 712 bâtiments dénombrés dans la commune en 2019, 2 712 sont en aléa moyen ou fort, soit 100 %, à comparer aux 98 % au niveau départemental et 54 % au niveau national. Une cartographie de l'exposition du territoire national au retrait gonflement des sols argileux est disponible sur le site du BRGM,.
Par ailleurs, afin de mieux appréhender le risque d’affaissement de terrain, l'inventaire national des cavités souterraines permet de localiser celles situées dans la commune.
Concernant les mouvements de terrains, la commune a été reconnue en état de catastrophe naturelle au titre des dommages causés par la sécheresse en 1998, 2003, 2011, 2015, 2017 et 2020 et par des mouvements de terrain en 1999.

## Histoire
La découverte d'outils préhistoriques atteste que Léguevin fut occupé de bonne heure. Ces outils (galets aménagés en quartzite), sont difficiles à dater. Cependant, l'un d'eux, retrouvé sur les berges du Courbet serait daté de l'Acheuléen, période du Paléolithique inférieur. Une pierre de foyer serait datée du Néolithique, mais cette datation est controversée car certains pensent qu'étant donné qu'elle fut trouvée près de boulets de basalte utilisés pendant la guerre de Cent Ans, elle a très bien pu être amenée par les Anglais.
Le nom de Léguevin, vient de l’occitan Legavin, qui signifie 20 lieues, cet arrêt étant en effet situé à une vingtaine de lieues de la ville d’Auch. Léguevin a renoué avec cette tradition. Un accueil est à la disposition des pèlerins de Saint-Jacques. Il est situé près de la halle en plein cœur de la vieille cité.

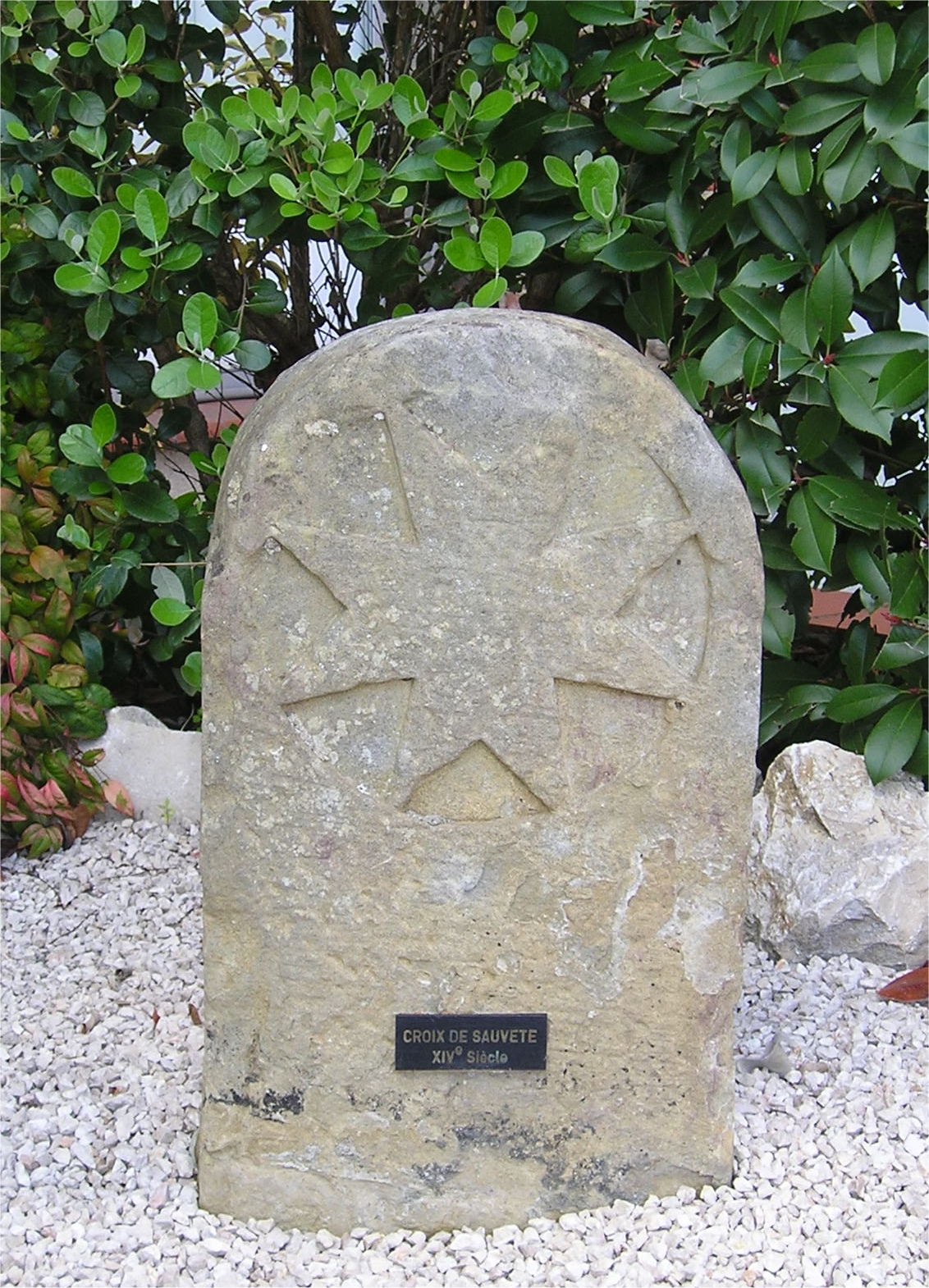
Croix de sauveté.

Léguevin subit l'occupation des anglais à partir de 1344 lors de la guerre de Cent Ans et le passage destructeur du Prince Noir en 1355. On décida alors de procéder à la fortification du village qui fut achevée le 30 octobre 1363. Léguevin fut rattachée successivement au comté de l'Isle-Jourdain, au comté d'Armagnac puis aux rois de Navarre. Henri III de Navarre, futur Henri IV de France, fut seigneur de Léguevin de 1572 à 1579 et traversera Léguevin en 1579 et 1580. Le 10 août 1579 la seigneurie de Léguevin passera à Guy Du Faur de Pibrac.
Léguevin ne sera pas épargné par les guerres de religion au XVIe siècle. En mai 1562 les troupes de Blaise de Montluc traversèrent Léguevin ; le curé Balthazar Vintimiglia fut suspecté de protestantisme et arrêté ; et le village fut mis à sac par une troupe de protestants le 11 août 1593.
Louis XIV passera à Léguevin en 1659, et Napoléon en juillet 1808.
Léguevin fut incorporé au département de la Haute-Garonne en 1790.
Une municipalité révolutionnaire fut créée à l'instigation du curé en août 1789. L'Hôtel de Ville fut pris et pillé par des manifestants à deux reprises, le 25 juillet 1790 et le 15 juin 1792. Un contingent de prisonniers espagnols séjourna dans le village en 1795, accentuant les difficultés provoquées par la famine de 1794. Les 8 et 9 août 1799 des royalistes abattirent l’arbre de la Liberté et renversèrent l’autel de la Patrie.
Du 26 au 29 mars 1814 les troupes de Wellington occupèrent Léguevin. Ce furent près de 7 000 fantassins et 800 cavaliers, placés sous le commandement du lieutenant général, sir Rowland Hill, qui séjournèrent dans la commune.

## Les Hospitaliers
La sauveté de Léguevin est citée dès le XIIe siècle dans un document de 1108 dans lequel des nobles font donation de terres aux Hospitaliers de l'ordre de Saint-Jean de Jérusalem dans le « territoire de Léguevin entre deux ruisseaux ». Ces deux ruisseaux sont le Courbet et le Paradis. La région est alors en effet en cours de défrichement par les frères hospitaliers de l'Ordre. Rien n'atteste de la présence d'un village à cette époque.
Le village de Léguevin a sans doute été créé au XIIIe siècle. À l'origine, il s'agissait d'une halte sur la via Tolosana destinée aux pèlerins qui se rendaient à Saint-Jacques-de-Compostelle par la voie d'Arles. Les premières constructions furent un hôpital et une église, construites à l'emplacement de la halle actuelle. Une commanderie fut construite à l'emplacement du château de Castelnouvel.
Une rivalité s'établira entre les Hospitaliers et Jourdain V (qui donna son nom à L'Isle-Jourdain). Le 23 novembre 1309 un accord de paréage mit fin à la brouille et fit de Léguevin une bastide,. Un odonyme local (place du 28-Novembre-1309) rappelle cet événement.

## Politique et administration

### Rattachements administratifs et électoraux
Léguevin appartient à l'arrondissement de Toulouse et au canton de Léguevin, redécoupé en 2014, dont elle est le bureau centralisateur.
Pour l’élection des députés, la commune fait partie de la sixième circonscription de la Haute-Garonne, représentée depuis 2007 par Monique Iborra (LREM, ex-PS).

### Intercommunalité
Depuis le 24 décembre 1999, date de sa création, la commune appartient au Grand Ouest Toulousain Agglomération.

### Administration municipale
Le nombre d'habitants au recensement de 2017 étant compris entre 5 000 habitants et 9 999 habitants, le nombre de membres du conseil municipal pour l'élection de 2020 est de vingt-neuf,.

### Liste des maires
| Période                                  | Période      | Identité                  | Étiquette         | Qualité                                                                            |
| ---------------------------------------- | ------------ | ------------------------- | ----------------- | ---------------------------------------------------------------------------------- |
| vers 1941                                | ?            | Gabriel Bonnet            |                   |                                                                                    |
| vers 1958                                | ?            | Alfred Molinier           | SFIO              | Exploitant forestier Conseiller général de Léguevin (1945 → 1951)                  |
| ?                                        | mars 1983    | Laurent Lacroix           |                   |                                                                                    |
| mars 1983                                | mars 2001    | Gilles Blanco             | PS                | Médecin                                                                            |
| mars 2001                                | juillet 2020 | Stéphane Mirc             | DVD puis UMP → LR | Ingénieur Conseiller régional de Midi-Pyrénées (2010 → 2015) Réélu en 2008 et 2014 |
| juillet 2020                             | En cours     | Étienne Cardeilhac-Pugens | DVC               | Vacataire 1er vice-président du Grand Ouest Toulousain Agglomération (2020 → )     |
| Les données manquantes sont à compléter. |              |                           |                   |                                                                                    |

### Tendances politiques et résultats
- Élection municipale de 2020

### Finances locales
Cette sous-section présente la situation des finances communales de Léguevin.
Pour l'exercice 2013, le compte administratif du budget municipal de Léguevin s'établit à  12 373 000 € en dépenses et 11 589 000 € en recettes :
En 2013, la section de fonctionnement se répartit en 7 367 000 €  de charges (849 € par habitant) pour 8 453 000 € de produits (974 € par habitant), soit un solde de 1 085 000 € (125 € par habitant), :
- le principal pôle de dépenses de fonctionnement est celui des charges de personnels[Note 9] pour  3 636 000 € (49 %), soit 419 € par habitant, ratio inférieur de 18 % à la valeur moyenne pour les communes de la même strate (513 € par habitant). Sur la période 2009 - 2013, ce ratio fluctue et présente un minimum de 391 € par habitant en 2012 et un maximum de 419 € par habitant en 2013 ;
- la plus grande part des recettes est constituée des impôts locaux[Note 10] pour  2 428 000 € (29 %), soit 280 € par habitant, ratio inférieur de 38 % à la valeur moyenne pour les communes de la même strate (448 € par habitant). Sur la période 2009 - 2013, ce ratio fluctue et présente un minimum de 269 € par habitant en 2009 et un maximum de 280 € par habitant en 2013.

Les taux des taxes ci-dessous sont votés par la municipalité de Léguevin. Ils ont varié de la façon suivante par rapport à 2012 :
- la taxe d'habitation constante 14,09 % ;
- la taxe foncière sur le bâti sans variation 16,23 % ;
- celle sur le non bâti sans variation 139,22 %.

La section investissement se répartit en emplois et ressources. Pour 2013, les emplois comprennent par ordre d'importance :
- des dépenses d'équipement[Note 12] pour une valeur de 4 557 000 € (91 %), soit 525 € par habitant, ratio supérieur de 36 % à la valeur moyenne pour les communes de la même strate (385 € par habitant). En partant de 2009 et jusqu'à 2013, ce ratio fluctue et présente un minimum de 335 € par habitant en 2012 et un maximum de 525 € par habitant en 2013 ;
- des remboursements d'emprunts[Note 13] pour  337 000 € (7 %), soit 39 € par habitant, ratio inférieur de 51 % à la valeur moyenne pour les communes de la même strate (79 € par habitant).

Les ressources en investissement de Léguevin se répartissent principalement en :
- subventions reçues pour une valeur totale de 442 000 € (14 %), soit 51 € par habitant, ratio inférieur de 27 % à la valeur moyenne pour les communes de la même strate (70 € par habitant). Sur les 5 dernières années, ce ratio fluctue et présente un minimum de 51 € par habitant en 2013 et un maximum de 201 € par habitant en 2009 ;
- fonds de Compensation pour la TVA pour  360 000 € (11 %), soit 41 € par habitant, ratio voisin de la valeur moyenne de la strate.

L'endettement de Léguevin au 31 décembre 2013 peut s'évaluer à partir de trois critères : l'encours de la dette, l'annuité de la dette et sa capacité de désendettement :
- l'encours de la dette pour une somme de 3 066 000 €, soit 353 € par habitant, ratio inférieur de 60 % à la valeur moyenne pour les communes de la même strate (881 € par habitant). Depuis 5 ans, ce ratio diminue de façon continue de 608 € à 353 € par habitant[A2 5] ;
- l'annuité de la dette pour une valeur totale de 415 000 €, soit 48 € par habitant, ratio inférieur de 57 % à la valeur moyenne pour les communes de la même strate (112 € par habitant). Pour la période allant de 2009 à 2013, ce ratio diminue de façon continue de 73 € à 48 € par habitant[A2 5] ;
- la capacité d'autofinancement (CAF) pour une valeur totale de 1 366 000 €, soit 157 € par habitant, ratio inférieur de 13 % à la valeur moyenne pour les communes de la même strate (181 € par habitant). Pour la période allant de 2009 à 2013, ce ratio fluctue et présente un minimum de 143 € par habitant en 2009 et un maximum de 197 € par habitant en 2012[A2 6]. La capacité de désendettement est d'environ 2 années en 2013. Sur une période de 14 années, ce ratio présente un minimum en 2013 et un maximum très élevé, de plus de 50 années en 2001.

## Démographie
| 1793 | 1800 | 1806 | 1821 | 1831 | 1836 | 1841 | 1846  | 1851  |
| ---- | ---- | ---- | ---- | ---- | ---- | ---- | ----- | ----- |
| 705  | 672  | 657  | 699  | 642  | 829  | 817  | 1 047 | 1 080 |

| 1856 | 1861 | 1866 | 1872 | 1876  | 1881 | 1886 | 1891 | 1896 |
| ---- | ---- | ---- | ---- | ----- | ---- | ---- | ---- | ---- |
| 974  | 948  | 950  | 888  | 1 003 | 984  | 974  | 948  | 896  |

| 1901 | 1906 | 1911 | 1921 | 1926 | 1931 | 1936 | 1946 | 1954 |
| ---- | ---- | ---- | ---- | ---- | ---- | ---- | ---- | ---- |
| 914  | 850  | 826  | 706  | 795  | 820  | 801  | 861  | 929  |

| 1962  | 1968  | 1975  | 1982  | 1990  | 1999  | 2006  | 2008  | 2013  |
| ----- | ----- | ----- | ----- | ----- | ----- | ----- | ----- | ----- |
| 1 014 | 1 622 | 2 091 | 2 764 | 4 217 | 6 172 | 7 483 | 7 853 | 8 692 |

| 2018  | 2022  | - | - | - | - | - | - | - |
| ----- | ----- | - | - | - | - | - | - | - |
| 9 328 | 9 710 | - | - | - | - | - | - | - |

| selon la population municipale des années : | 1968 | 1975 | 1982 | 1990 | 1999 | 2006 | 2009 | 2013 |
| Rang de la commune dans le département      | 41   | 44   | 42   | 30   | 22   | 24   | 21   | 22   |
| Nombre de communes du département           | 592  | 582  | 586  | 588  | 588  | 588  | 589  | 589  |

En l'espace de cinq décennies, Léguevin est passée d'une population de 1 000 habitants environ en 1950 à près de 7 000 en 2005. Cette multiplication par 7 a eu de profondes répercussions sur l'ambiance de la commune. Initialement centrée sur l'activité agricole, Léguevin est maintenant une ville dynamique de la grande agglomération toulousaine. L'urbanisation rapide se poursuit à partir de 2006 avec la mise en place de nouvelles ZAC qui permettent un développement économique.

## Économie

### Revenus
En 2018  (données Insee publiées en septembre 2021), la commune compte 3 937 ménages fiscaux, regroupant 9 510 personnes. La médiane du revenu disponible par unité de consommation est de 25 360 € (23 140 € dans le département). 62 % des ménages fiscaux sont imposés (55,3 % dans le département).

### Emploi
|                | 2008  | 2013  | 2018  |
| -------------- | ----- | ----- | ----- |
| Commune        | 4,8 % | 6,1 % | 6,8 % |
| Département    | 7,7 % | 9,6 % | 9,3 % |
| France entière | 8,3 % | 10 %  | 10 %  |

En 2018, la population âgée de 15 à 64 ans s'élève à 6 324 personnes, parmi lesquelles on compte 82 % d'actifs (75,2 % ayant un emploi et 6,8 % de chômeurs) et 18 % d'inactifs,. Depuis 2008, le taux de chômage communal (au sens du recensement) des 15-64 ans est inférieur à celui de la France et du département.
La commune fait partie de la couronne de l'aire d'attraction de Toulouse, du fait qu'au moins 15 % des actifs travaillent dans le pôle,. Elle compte 1 391 emplois en 2018, contre 1 376 en 2013 et 1 309 en 2008. Le nombre d'actifs ayant un emploi résidant dans la commune est de 4 789, soit un indicateur de concentration d'emploi de 29 % et un taux d'activité parmi les 15 ans ou plus de 70,5 %.
Sur ces 4 789 actifs de 15 ans ou plus ayant un emploi, 627 travaillent dans la commune, soit 13 % des habitants. Pour se rendre au travail, 88,5 % des habitants utilisent un véhicule personnel ou de fonction à quatre roues, 3,3 % les transports en commun, 5 % s'y rendent en deux-roues, à vélo ou à pied et 3,2 % n'ont pas besoin de transport (travail au domicile).

### Activités hors agriculture

#### Secteurs d'activités
536 établissements sont implantés  à Léguevin au 31 décembre 2019. Le tableau ci-dessous en détaille le nombre par secteur d'activité et compare les ratios avec ceux du département,.
| Secteur d'activité                                                                                        | Commune | Commune | Département |
| Secteur d'activité                                                                                        | Nombre  | %       | %           |
| --- | ------- | ------- | ----------- |
| Ensemble                                                                                                  | 536     | 100 %   | (100 %)     |
| Industrie manufacturière, industries extractives et autres                                                | 28      | 5,2 %   | (5,7 %)     |
| Construction                                                                                              | 63      | 11,8 %  | (12 %)      |
| Commerce de gros et de détail, transports, hébergement et restauration                                    | 127     | 23,7 %  | (25,9 %)    |
| Information et communication                                                                              | 24      | 4,5 %   | (4,1 %)     |
| Activités financières et d'assurance                                                                      | 19      | 3,5 %   | (3,8 %)     |
| Activités immobilières                                                                                    | 21      | 3,9 %   | (4,2 %)     |
| Activités spécialisées, scientifiques et techniques et activités de services administratifs et de soutien | 90      | 16,8 %  | (19,8 %)    |
| Administration publique, enseignement, santé humaine et action sociale                                    | 103     | 19,2 %  | (16,6 %)    |
| Autres activités de services                                                                              | 61      | 11,4 %  | (7,9 %)     |

Le secteur du commerce de gros et de détail, des transports, de l'hébergement et de la restauration est prépondérant dans la commune puisqu'il représente 23,7 % du nombre total d'établissements de la commune (127 sur les 536 entreprises implantées  à Léguevin), contre 25,9 % au niveau départemental.

#### Entreprises et commerces
Les cinq entreprises ayant leur siège social sur le territoire communal qui génèrent le plus de chiffre d'affaires en 2020 sont : 
- Scal Exploitation, supermarchés (34 828 k€) ;
- Garage Alcazar, entretien et réparation de véhicules automobiles légers (2 082 k€) ;
- SMG, travaux de maçonnerie générale et gros œuvre de bâtiment (349 k€) ;
- SARL ERGO, activité des économistes de la construction (251 k€) ;
- Didier Yaon Peinture, travaux de maçonnerie générale et gros œuvre de bâtiment (229 k€).

L'artisanat ainsi que le commerce y sont bien représentés : 180 artisans et commerçants en 2015.

#### Industrie
La population de Léguevin a connu un développement très rapide lié à l’activité aéronautique de l’agglomération toulousaine et plus précisément de Colomiers. Sa population, qui n’atteignait pas 1 000 habitants en 1950, compte en 2012 8 629 personnes. Site du fabricant de tuile en terre cuite pour toiture la tuilerie Edilians.

### Agriculture
La commune est dans les « Coteaux du Gers », une petite région agricole occupant une partie nord-ouest du département de la Haute-Garonne, caractérisée par une succession de coteaux peu accidentés, les surfaces cultivées étant entièrement dévolues aux grandes cultures. En 2020, l'orientation technico-économique de l'agriculture  dans la commune est la polyculture et/ou le polyélevage.
|               | 1988  | 2000  | 2010  | 2020  |
| ------------- | ----- | ----- | ----- | ----- |
| Exploitations | 41    | 19    | 21    | 24    |
| SAU (ha)      | 1 405 | 1 193 | 1 120 | 1 223 |

Le nombre d'exploitations agricoles en activité et ayant leur siège dans la commune est passé de 41 lors du recensement agricole de 1988  à 19 en 2000 puis à 21 en 2010 et enfin à 24 en 2020, soit une baisse de 41 % en 32 ans. Le même mouvement est observé à l'échelle du département qui a perdu pendant cette période 57 % de ses exploitations,. La surface agricole utilisée dans la commune a également diminué, passant de 1 405 ha en 1988 à 1 223 ha en 2020. Parallèlement la surface agricole utilisée moyenne par exploitation a augmenté, passant de 34 à 51 ha.
Les terres de la commune de Léguevin, essentiellement argileuses, occupent la troisième terrasse de la Garonne. La présence de galets de grande taille en est le témoignage le plus évident. Les sols sont par conséquent lourds et difficiles à travailler.
La culture de la vigne qui occupait une partie importante de la commune jusque dans les années trente a aujourd'hui totalement disparu. Elle a été remplacée par la polyculture élevage dans les années 1950 puis par la spécialisation à partir du milieu des années 1970.
Aujourd'hui trois fermes développent encore une activité d'élevage, les autres se sont tournées vers les cultures. Les céréales (blé, maïs et orge), le tournesol et le colza se partagent la sole. L'explosion démographique des vingt dernières années et le développement anarchique des zones pavillonnaires provoquent une concurrence pour l'appropriation du foncier. Les rendements observés sont faibles et sujets à de fortes variations interannuelles liées aux différences notables de précipitations observées entre les différents printemps.

## Vie locale

### Enseignement
Léguevin fait partie de l'académie de Toulouse.
La ville de Léguevin dispose de trois écoles maternelles, de trois écoles élémentaires (école primaire des Gachots, école primaire Madeleine Brès et école primaire Jules-Ferry) ainsi que du collège Forain François-Verdier.

### Culture
- Une bibliothèque et un espace multimédia sont réunis au sein de la médiathèque municipale.
- une salle de spectacle et culturelle est ouverte depuis septembre 2009 (salle TEMPO).
- La commune est dotée d'une école de musique dynamique et d'une nouvelle MJC (Maison des jeunes et de la culture) inaugurée en 2007.
- Le marché du dimanche matin, installé sur la place de la Bastide, apporte une touche chaleureuse et dynamique à Léguevin. Les équipements sportifs et culturels ont été construits à la hauteur du développement récent.
- Associations : Club de danse, Mouvement Jeunes communistes de France.

### Service public
Léguevin possède un service départemental d'incendie et de secours, une gendarmerie, une poste, un service de police municipale,

### Sports
Les Duckies de Léguevin équipe de baseball évoluant en Championnat de France de baseball Nationale 2 saison 2013, 2011 et 2008.
Piscine municipale (fermée sur décision municipale pour l'été 2025, suite à sa vétusté et aux coûts liés aux incivilités), union sportive de Leguevin Football, club de rugby à XV le Coq Léguevinois, Une équipe de basket est également présente dans la commune : le Basket Club léguevinois.

### Santé
Centre Communal d'Action Sociale, maison de retraite "CURTIS", centre social "La Maison des Quartiers",

### Écologie et recyclage
La collecte et le traitement des déchets des ménages et des déchets assimilés ainsi que la protection et la mise en valeur de l'environnement se font dans le cadre de Le Grand Ouest Toulousain Agglomération.

## Culture locale et patrimoine

### Lieux et monuments
- L'église Saint-Jean-Baptiste à clocher-mur, des XVe-XVIe siècles[52].
- Le château de Castelnouvel (1540).
- La halle Piquot (1834).
- L'ancien relais de Poste.

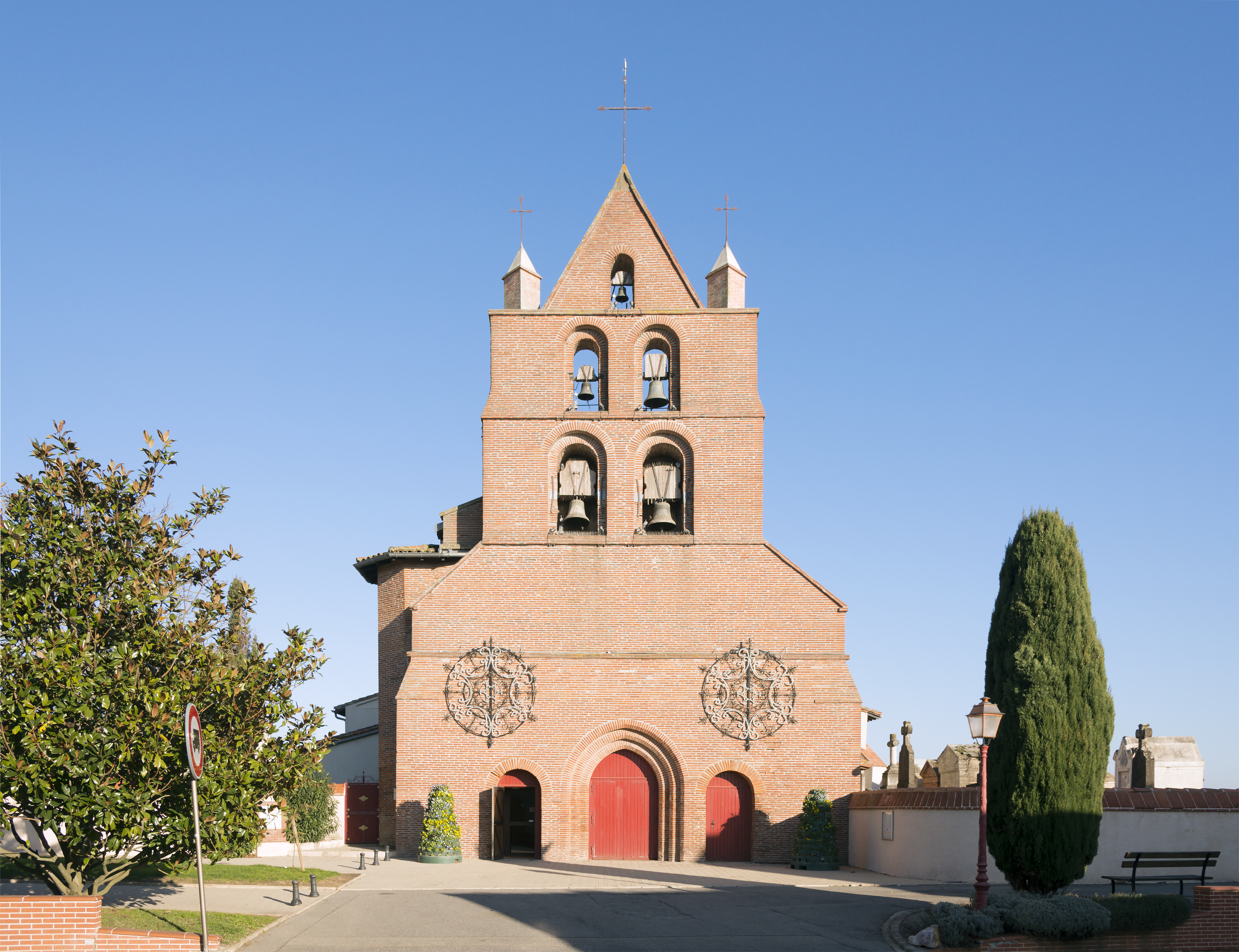
L'église Saint-Jean-Baptiste, façade et clocher-mur.
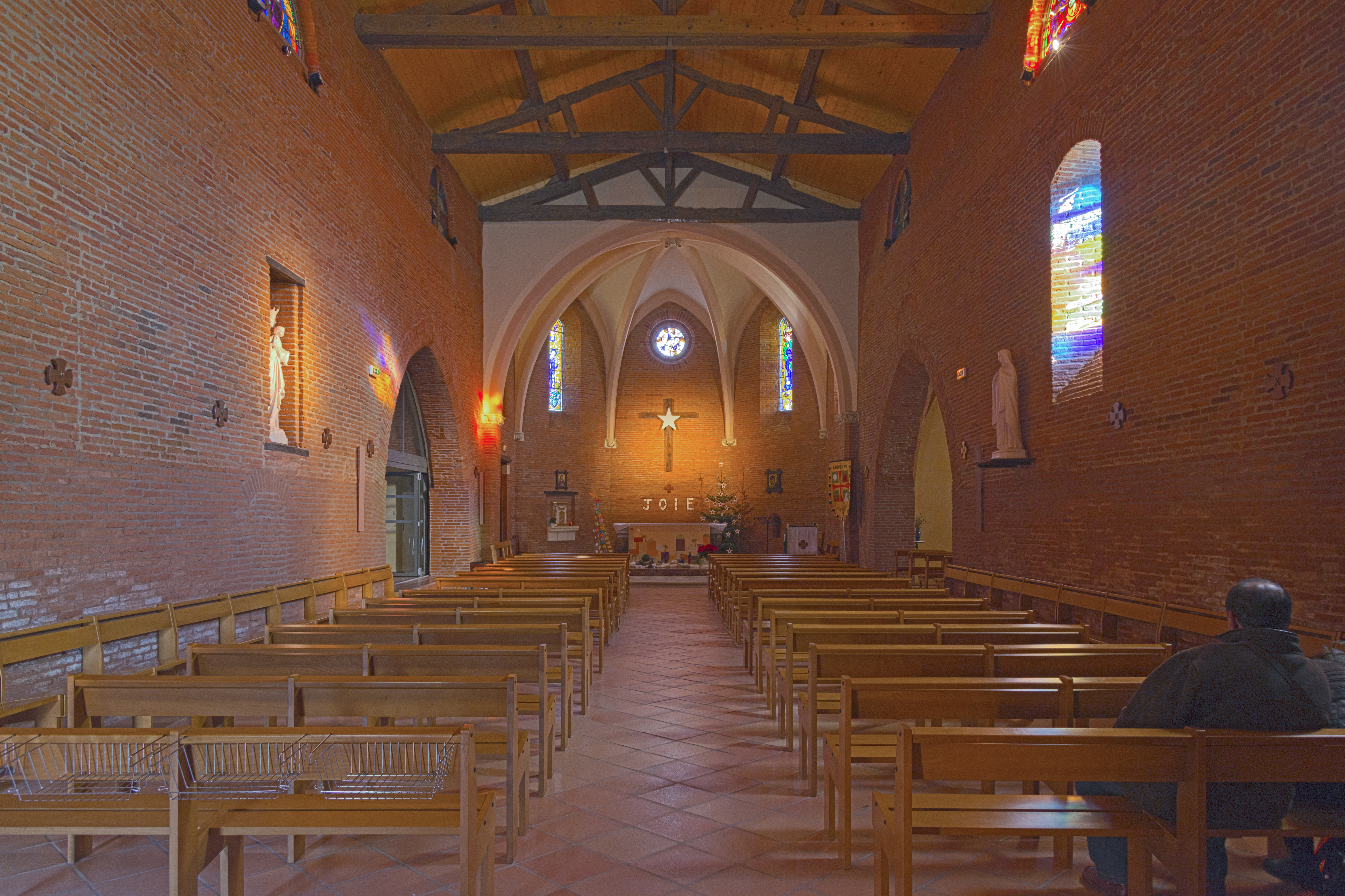
L'intérieur de l'église.
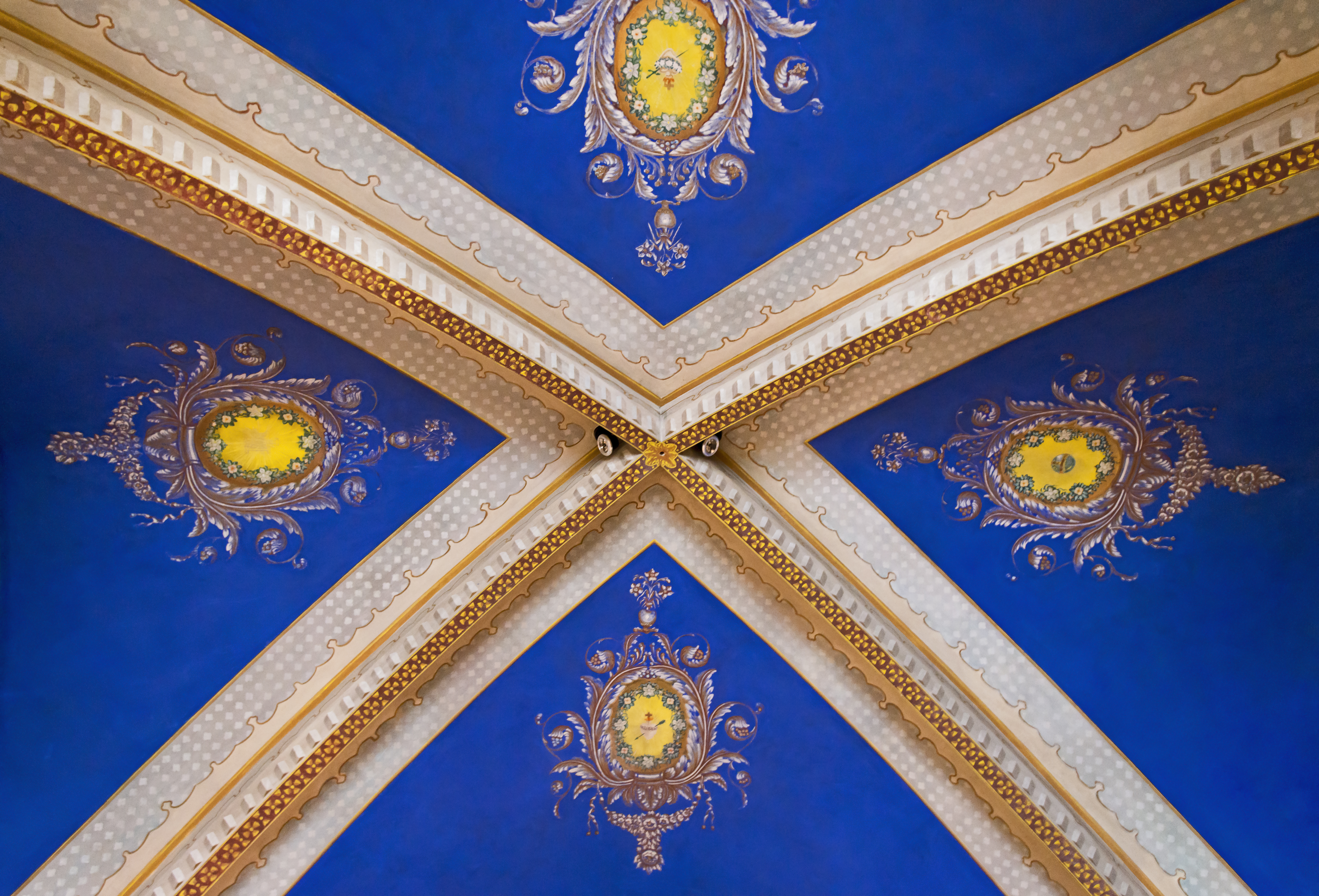
Plafond du transept.
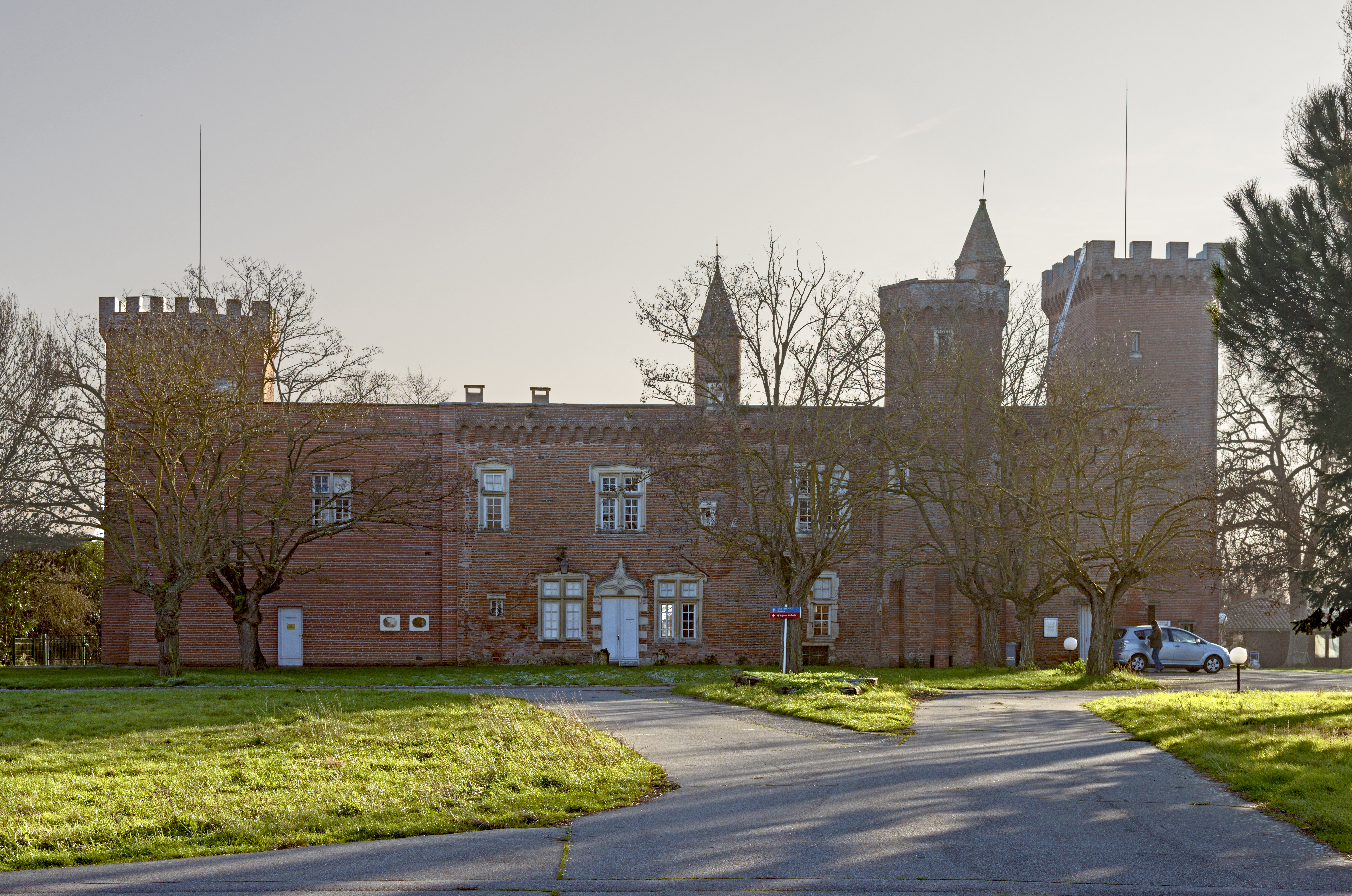
Le château de Castelnovel.
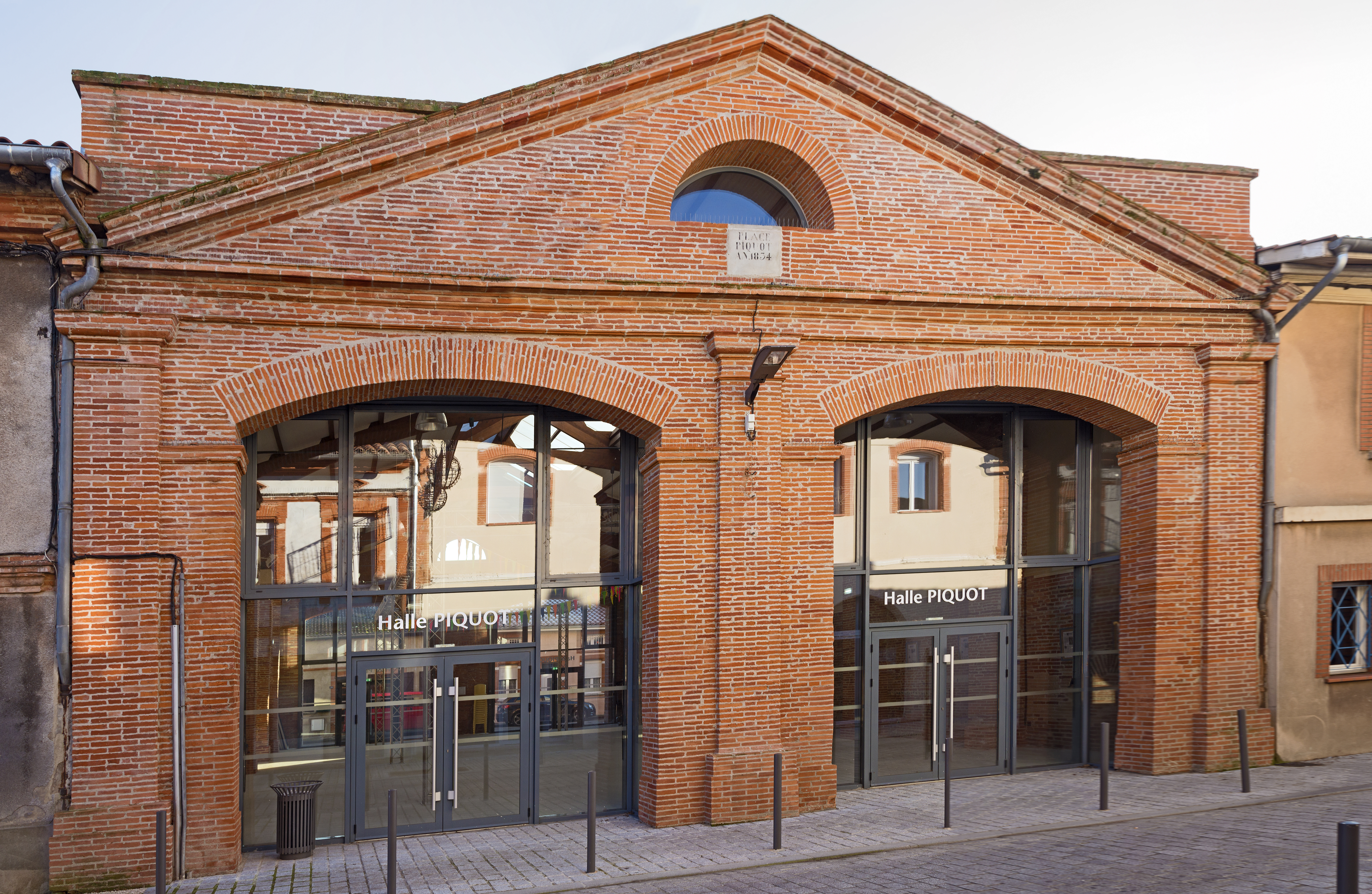
La halle Piquot.
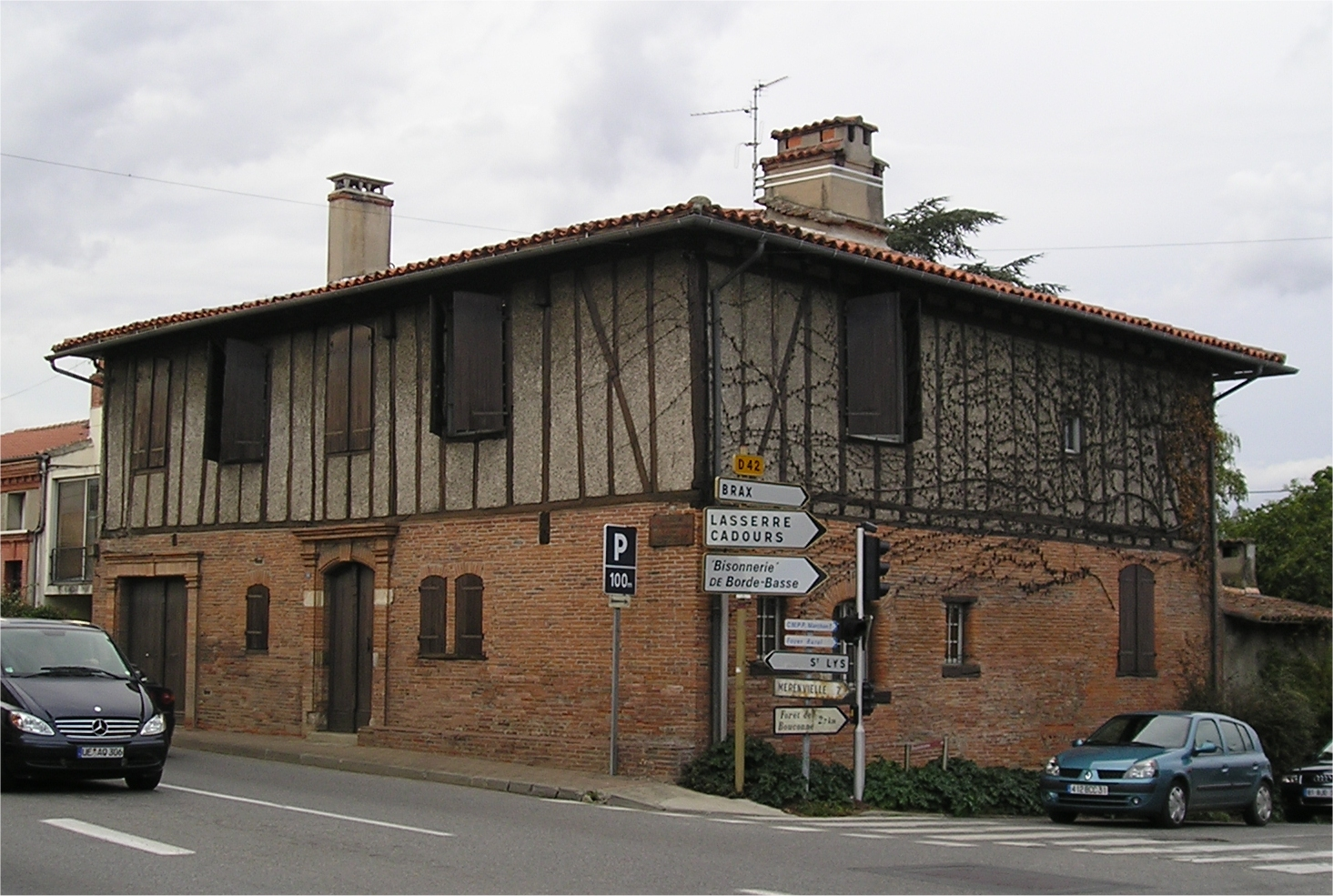
Ancien relais de Poste.

### Personnalités liées à la commune
- Antonin Carlès (1851-1919), sculpteur inhumé au cimetière de Léguevin.
- Henri Vielle (1866-1946), né à Léguevin, évêque, vicaire apostolique de Rabat.
- Jeanne Marvig (1872-1955), poétesse.
- François Verdier (1900-1944), résistant retrouvé mort dans la commune.

### Héraldique
| Léguevin | Son blasonnement est : D'azur à deux tours d'argent posées sur une terrasse du même surmontées de deux flanchis d'or formant le nombre romain vingt. |

## Pour approfondir